# Рехбах (Зобернхајм)
Рехбах (њем. Rehbach) општина је у њемачкој савезној држави Рајна-Палатинат. Једно је од 119 општинских средишта округа Бад Кројцнах. Према процјени из 2010. у општини је живјело 41 становника. Посједује регионалну шифру (AGS) 7133082.

## Географски и демографски подаци
Рехбах се налази у савезној држави Рајна-Палатинат у округу Бад Кројцнах. Општина се налази на надморској висини од 336 метара. Површина општине износи 2,2 km². У самом мјесту је, према процјени из 2010. године, живјело 41 становника. Просјечна густина становништва износи 19 становника/km².

## Међународна сарадња
| Мјесто | Држава    | Врста сарадње | Од    |
| ------ | --------- | ------------- | ----- |
|        | Француска | партнерство   | 1981. |
| Извор  |           |               |       |